# 普卡希爾卡山 (馬里亞斯區)
9°35′16″S 76°28′24″W / 9.58778°S 76.47333°W
普卡希爾卡山（Puka Hirka），是秘魯的山峰，位於該國中部瓦努科大區，由五月二日省的馬里亞斯區負責管轄，屬於安地斯山脈的一部分，海拔高度4,000米。